# Simon Batz
Ne doit pas être confondu avec Simon Batz (athlétisme).
Pour les articles homonymes, voir Batz.
Simon Batz dit Simon von Homburg (vers 1420 à Hombourg-Haut - 3. août 1464 à Lübeck) : formé à l’école capitulaire de sa ville natale, il entreprit un cursus scolaire exemplaire en intégrant la prestigieuse université de droit d’Erfurt. Communément appelé "Meister Simon von Homburg", le professeur renommé obtint son doctorat dans les deux droits, civil et canon et fut recteur de son université.
En 1458, alors deuxième ville d’Allemagne et reine de la Hanse, Lübeck prit le grand juriste à son service au poste de Syndicus ou conseiller juridique et diplomatique. Dès lors, pour défendre les intérêts de son nouvel employeur, il voyagea à travers l’Empire, négociant avec les plus grands, le pape Pie II et l’empereur Frédéric III de Habsbourg.
Il mourut, trop jeune, en 1464, emporté par la peste à Lübeck et fut inhumé dans l’église Ste-Marie de cette ville. La stèle de son tombeau portait l’inscription en latin suivante : L’an de grâce 1464, le vendredi suivant St-Pierre-aux-liens mourut l’éminent docteur en arts et dans les deux droits, Simon Batz de Hombourg, syndic de Lübeck.
Ce lettré supérieur du monde universitaire médiéval, classé parmi les pré-humanistes, laissa une extraordinaire et inestimable collection de recueils épistolaires appelés Briefbücher à la bibliothèque de Lübeck où elle se trouve toujours. Toutes les matières enseignées par la scolastique, théologie, droit, histoire, mathématiques, musique, y sont représentées mais également les grands auteurs latins.